# Virtuele vriend

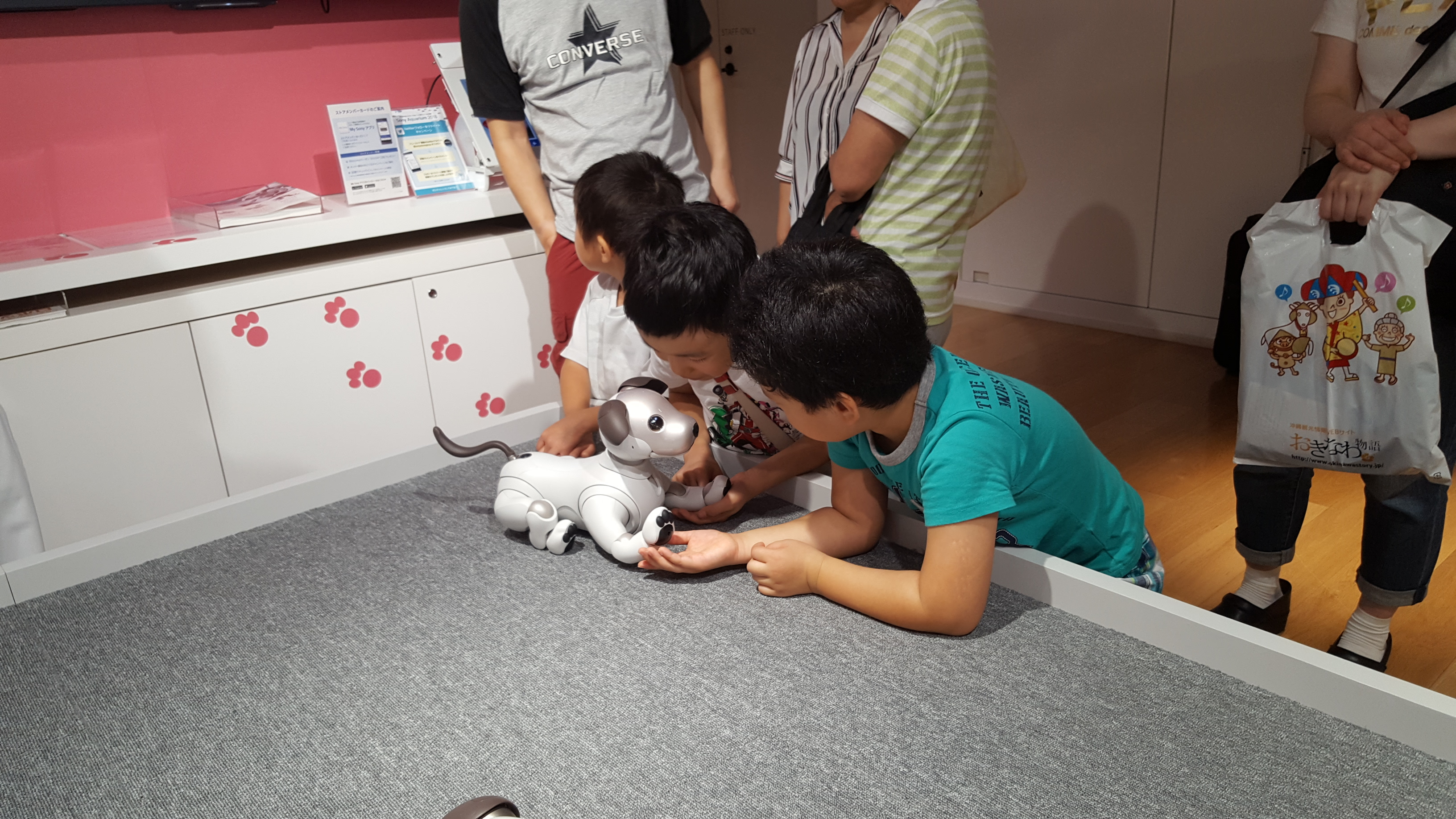
Kinderen met een AIBO-hondje.

Een virtuele metgezel, virtuele vriend of virtuele gesprekspartner is een subcategorie van chatbots, doorgaans op basis van een (al dan niet specifiek) groot taalmodel. Deze bots kunnen uiteenlopende soorten gesprekken voeren en zelfstandig voortzetten. Sommige virtuele metgezellen kunnen ook fysiek optreden in de vorm van een robot, zoals AIBO, een virtueel huisdier. 
Virtuele metgezellen worden gebruikt als een vorm van individuele “conversatie”, maar ook voor andere vormen van assistentie, bijvoorbeeld voor psychologische of medische ondersteuning, of om ouderen of geïsoleerde personen te helpen in hun dagelijks leven. Sedert 2020 werden projecten in die zin opgestart, en onderzoek gevoerd in de affectieve informatica, voor emotionele ondersteuning met behulp van technologie.

## Voorbeelden van virtuele metgezellen
Voorlopers van virtuele metgezellen gaan terug tot de jaren 1960, zoals ELIZA, en later Cleverbot, Microsofts Zo en Xiaoice of Steve Worswicks chatbot Mitsuku. 